# ステフ・グリーン
ステフ・グリーン（Steph Green, 1979年 - ）は、アメリカ合衆国の映画及びテレビ監督、脚本家、プロデューサーである。

## 生い立ちとキャリア
カリフォルニア州サンフランシスコで生まれ、アイルランドで映画を学ぶ。スパイク・ジョーンズのアシスタントしてコマーシャル界でキャリアをスタートさせ、その後は第59回カンヌ国際映画祭で受賞したイケアの広告「COVER UP」をはじめ自らも数々のコマーシャルを監督するようになる。
2007年にグリーンは監督・脚本を務めた短編『New Boy』で映画界でのキャリアをスタートさせる。2013年には監督・脚本を務めた『Run & Jump』が公開される。2016年は『アメリカン・ゴシック 〜偽りの一族〜』、『スキャンダル 託された秘密』、『ジ・アメリカンズ』のエピソードを監督した。2017年は『ビリオンズ』、『アメリカン・クライム』、『プリーチャー』、『ベイツ・モーテル』、『You're the Worst』のエピソードを監督した。
2018年は『高い城の男』、『For the People』、『ルーク・ケイジ』、『DEUCE/ポルノストリート in NY』、『Strange Angel』のエピソードを監督した。2019年は『ウォッチメン』、『何様なのよ?』、『Lの世界 ジェネレーションQ』のエピソードを監督した。2022年は『ボバ・フェット/The Book of Boba Fett』のエピソードを監督した。

## フィルモグラフィ

### 映画
| 年   | 日本語題 原題 | 役職       | 備考     |
| ---- | ------------- | ---------- | -------- |
| 2007 | New Boy       | 監督・脚本 | 短編映画 |
| 2013 | Run & Jump    | 監督・脚本 | 長編映画 |

### テレビシリーズ
| 年        | 日本語題 原題                                              | 役職             | 備考                                                                                    |
| --------- | ---------------------------------------------------------- | ---------------- | --------------------------------------------------------------------------------------- |
| 2016-2017 | スキャンダル 託された秘密 Scandal                          | 監督             | 第5シーズン第18話「死が二人を分かつまで」 第6シーズン第13話「命の重さ」                 |
| 2016-2017 | ジ・アメリカンズ The Americans                             | 監督             | 第4シーズン第10話「感情」 第5シーズン第11話「ジャチコヴォ」                             |
| 2016      | アメリカン・ゴシック 〜偽りの一族〜 American Gothic        | 監督             | 第7話「家族の呪縛」                                                                     |
| 2017      | ビリオンズ Billions                                        | 監督             | 第2シーズン第5話「貨幣価値」                                                            |
| 2017      | アメリカン・クライム American Crime                        | 監督             | 第3シーズン第4話                                                                        |
| 2017      | ベイツ・モーテル Bates Motel                               | 監督             | 第5シーズン第7話「一心同体」                                                            |
| 2017      | プリーチャー Preacher                                      | 監督             | 第2シーズン第10話「キタナイ秘密」                                                       |
| 2017      | You're the Worst                                           | 監督             | 第4シーズン第11話「From the Beginning, I Was Screwed」 第4シーズン第12話「Like People」 |
| 2018      | For the People                                             | 監督             | 第1シーズン第9話「Extraordinary Circumstances」                                         |
| 2018      | ルーク・ケイジ Luke Cage                                   | 監督             | 第2シーズン第2話「白黒をつける時」                                                      |
| 2018      | Strange Angel                                              | 監督             | 第1シーズン第8話「Evocation of the Elders」                                             |
| 2018      | DEUCE/ポルノストリート in NY The Deuce                     | 監督             | 第2シリーズ第3話「現実」                                                                |
| 2018      | 高い城の男 The Man in the High Castle                      | 監督             | 第3シーズン第7話「不均衡」                                                              |
| 2019      | ウォッチメン Watchmen                                      | 監督             | ミニシリーズ 第5話「落雷へのささやかな恐怖」                                            |
| 2019      | Lの世界 ジェネレーションQ The L Word: Generation Q         | 監督・製作総指揮 | 第1シーズン第1話「新たなスタート」 第1シーズン第4話「クィア・クイーン」                 |
| 2019      | 何様なのよ? Dare Me                                        | 監督・製作総指揮 | 第1シーズン第1話「クーデター」                                                          |
| 2022      | ボバ・フェット/The Book of Boba Fett The Book of Boba Fett | 監督             | 第2話「チャプター2: タトゥイーンの部族」                                                |

### 受賞とノミネート
| 年   | 映画祭・賞               | 部門                                                            | 作品                                          | 結果       | 参照                 |
| ---- | ------------------------ | --------------------------------------------------------------- | --------------------------------------------- | ---------- | -------------------- |
| 2009 | アカデミー賞             | 短編映画賞                                                      | New Boy                                       | ノミネート | [ 13 ] [ 14 ]        |
| 2020 | プライムタイム・エミー賞 | 監督賞 (リミテッドシリーズ・映画・ドラマティックスペシャル部門) | 『ウォッチメン』 - 「落雷へのささやかな恐怖」 | ノミネート | [ 15 ] [ 16 ] [ 17 ] |